# Andrea Bolgi
Andrea Bolgi (22. junij 1605 – 1656)  je bil italijanski kipar, odgovoren za več kipov v baziliki svetega Petra v Rimu. Proti koncu življenja se je preselil v Neapelj, kjer je kiparil portretna doprsja. Umrl je v Neaplju med epidemijo kuge.

## Zgodnje življenje
Bolgi se je rodil v mestu Carrara, kjer so obdelovali marmor. Šolal se je v Firencah, ki so bile v 17. stoletju konservativno središče.
Leta 1626 je bil skupaj s Francescom Baratto poslan v Rim, kjer se je pridružil delavnici kiparjev Giana Lorenza Berninija, na katere je vplival Berninijev baročni slog. Od leta 1626, pred razširitvijo Berninijevega ateljeja, je Bolgi nadomestil Giuliana Finellija (1601–1653) kot »edinega pomembnega moža« v Berninijevi delavnici, je opazil Rudolph Wittkower, ko je Bolgiju pripisal Doprsni kip Thomasa Bakerja, ki ga je začel Bernini, zdaj v muzeju Viktorije in Alberta.

## Sv. Peter
Bolgi je ustvaril svojo Sveto Heleno (1629–1639) za eno od niš na križišču bazilike svetega Petra, eno izmed izbirnih naročil svoje generacije, za katero ga je nedvomno spodbujal Bernini. Bolgi se je desetletje trudil za figuro, ki je poosebljala njegovo kariero in do neke mere njegovo slabost: Wittkower je pripomnil na njeno »klasicizirajočo hladnokrvnost, njeno dolgočasno natančnost«, in njen položaj neposredno nasproti Berninijevega mojstrskega svetega Longina je vabil k nelaskavim primerjavam.
Med letoma 1647 in 1650 so bili vsi ločni prostori nad oboki ladje sv. Petra zapolnjeni s štukaturami. Njihova izvedba je bila razdeljena med kiparje, ki so povezani z Berninijem, za katerega se zdi, da je imel ohlapen nadzor nad kompozicijami. V prvi niši na levi so bile izklesane figure Cerkve in Božje pravice izročene Bolgiju, ki je zanje prejel plačilo septembra 1647 in marca 1648. Papež Inocenc X. je bil nezadovoljen z Bolgijevimi figurami, ki so jih odstranili, prilagodili v zadovoljstvo vseh in ponovno namestili.

## Neapelj
Po letu 1650 se je Bolgi preselil v Neapelj, kjer je bil znan po svojih portretnih doprsnih kipih. V Neapelj ga je poklical Giovan Camillo Cacace, odvetnik in član Accademia degli Oziosi. Za to stranko je Bolgi ustvaril dve skulpturi v družinski kapeli Cacace v San Lorenzo Maggiore. Klečeči figuri sta Giuseppe in Vittoria De Caro. Ikonografsko izhajajo iz sheme kipa Fabrizia Pignatellija, delo Michelangela Naccherina. Gibanje in vrtinčenje krp je jasen korak naprej v razvoju baročnega jezika, ki ga neapeljska javnost do takrat ni poznala. Pod skulpturami sta doprsna kipa Francesca De Cara in Giovana Camilla Cacaceja. Slednja slovi po nazorni upodobitvi stranke.

## Glavna dela
- 1629–1639: kip svete Helene v baziliki svetega Petra v Rimu
- 1634–1648: Druga drobna dela v sv. Petru
  - 1637: Doprsni kip Laure Frangipani, podpisan in datiran (San Francesco a Ripa, Rim)
  - Figure v kapeli Raimondi (San Pietro in Montorio, Rim)
- 1653: Kipi in doprsni kipi v kapeli Cacace, signirani in datirani, v San Lorenzo Maggiore v Neaplju
- 1653: Kandelaber v bronu, v cerkvi Santi Apostoli, Neapelj